# Млъчкова къща
Млъчковата къща, позната и като Патьова къща е стара възрожденска къща в град Копривщица, построена на 10 октомври 1855 година от одрински майстори с главен майстор Уста Гавраил за първия ѝ собственик хаджи Ненчо. В началото на 1876 г. става собственост на революционера от Априлското въстание Патьо Млъчков, чието име носи понастоящем.

## Конструкция на сградата
Къщата е построена в модерния за това време стил. Двуетажната ѝ конструкция е изпълнена от дърво и измазан с глина плет върху дебел каменен зид, разположен откъм улицата.

## Изписване на къщата
След като Млъчковата къща става собственост на Патю е изписана вътрешната ѝ украса в сравнително примитивен стил. От украсата, направена непосредствено след градежа ѝ, е останала единствено тази на кобиличния ѝ фронтон.
Стенописът представлява елипсовиден медальон на някога оловнозелен фон. Вътре в елипсата е изографисана човешка фигура, заобиколена от клоните на самотни, гротескни дървета с едно пусто щъркелово гнездо в клоните на едно от тях. Медальонът е заобиколен от вписана в елипса спирална украса. Цялата композиция почти до края на стенописа е изпъстрена с майсторски изпълнени флорални елементи, като най-отдолу се чете годината на завършване на построяването на къщата: 10 октомври 1855 година.
Къщата не е музей и не е отворена за посещение. Намира се на улица „Патьо Млъчков“ № 2.